# Weinmannia vulcanicola
Weinmannia vulcanicola är en tvåhjärtbladig växtart som beskrevs av J.F.Morales. Weinmannia vulcanicola ingår i släktet Weinmannia och familjen Cunoniaceae. Inga underarter finns listade i Catalogue of Life.